# Ulbricht-Kugel

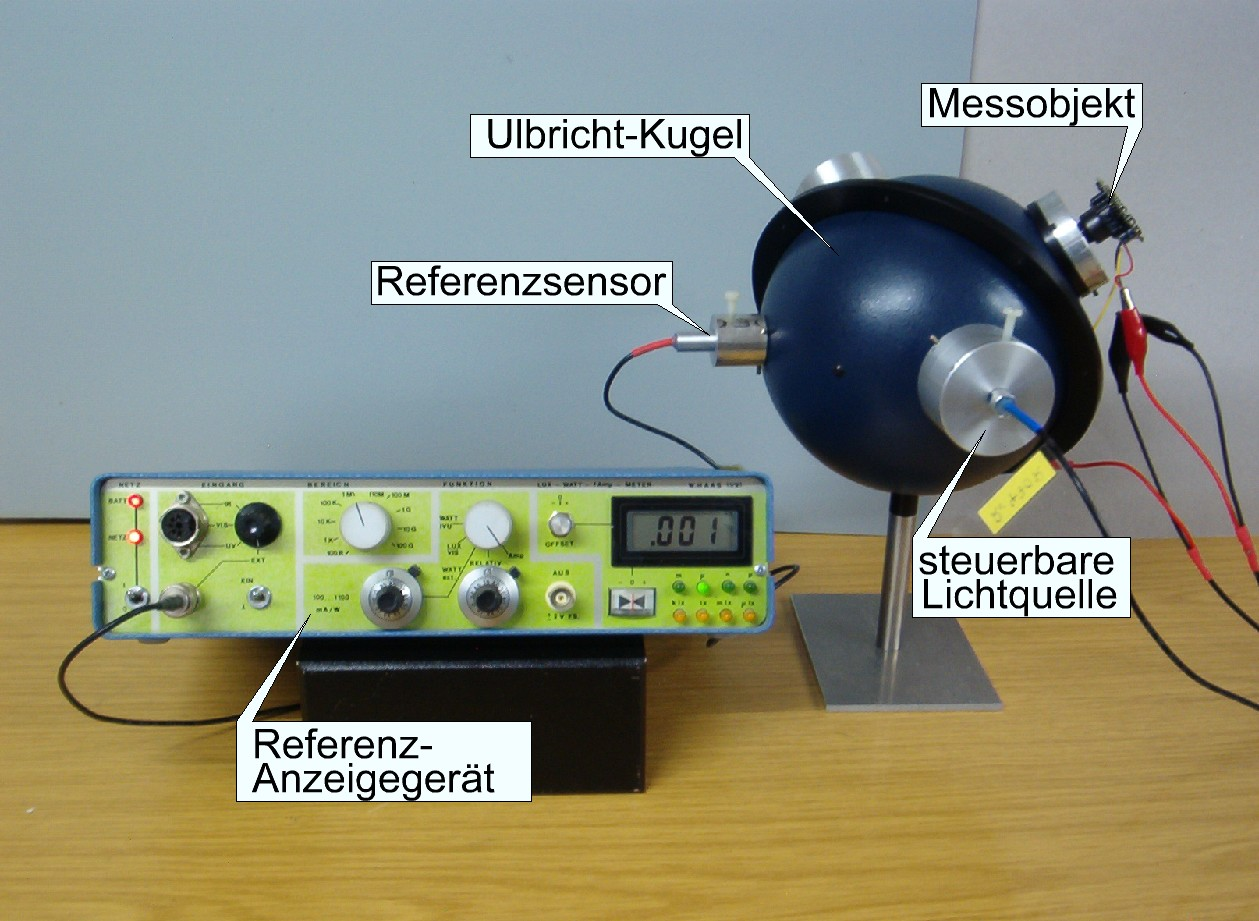
Laboraufbau mit Ulbricht-Kugel, Lichtempfindlichkeits-Messung einer CCD-Kamera (Video-Bewertung nicht abgebildet)

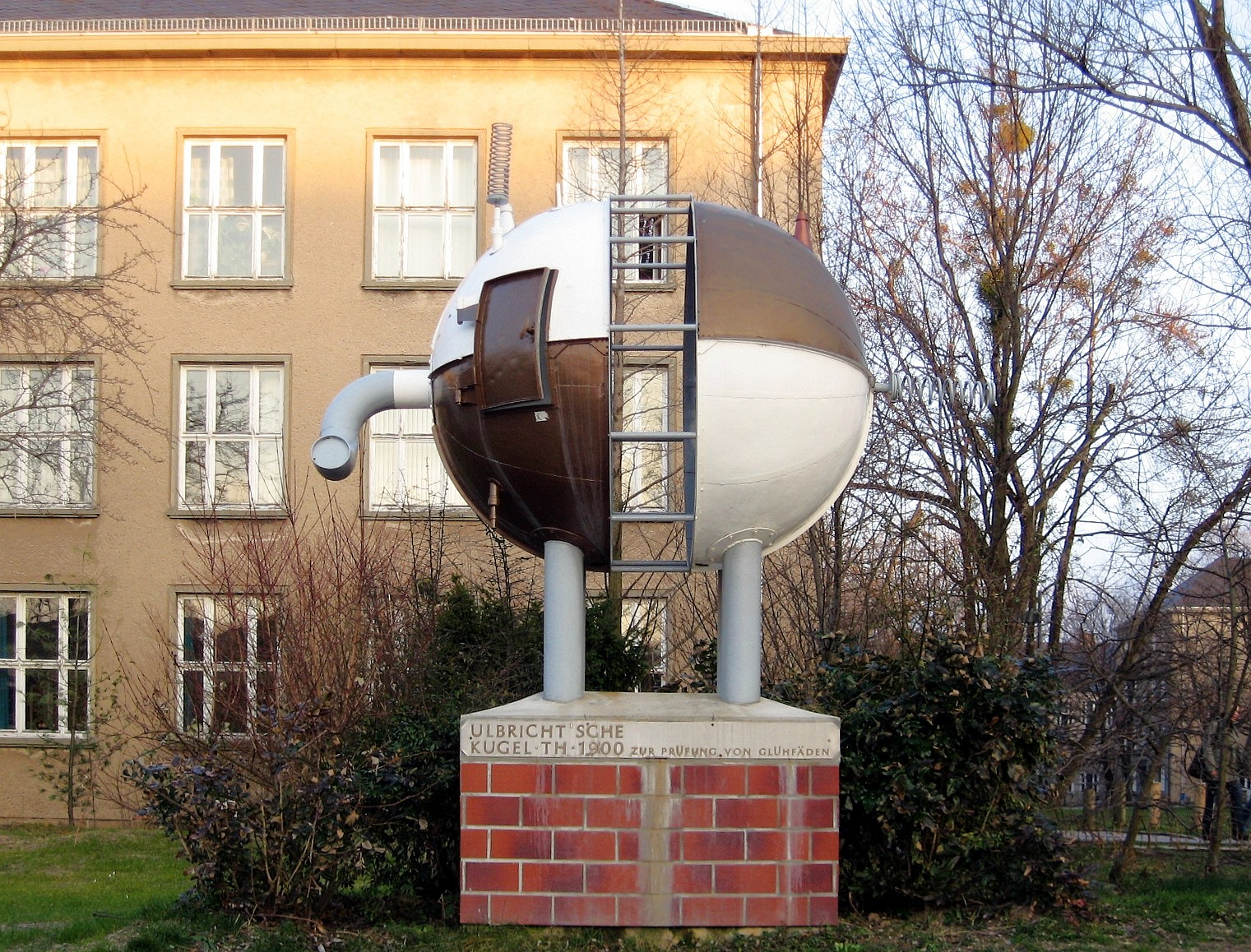
Kunstwerk von Jürgen Schieferdecker in Anlehnung an eine Ulbricht-Kugel vor der TU Dresden

Die Ulbricht-Kugel, benannt nach dem Ingenieur Richard Ulbricht, ist ein Bauelement der technischen Optik. Eingesetzt wird sie als Lichtquelle, um diffuse Strahlung aus gerichteter Strahlung zu erreichen oder um die Strahlung stark divergenter Quellen zu sammeln.

## Aufbau
Es handelt sich um eine innen diffus reflektierende Hohlkugel, in deren Oberfläche sich (oftmals) im rechten Winkel zu einer Lichteintrittsöffnung eine Austrittsöffnung befindet. Vor der Lichteintrittsöffnung befindet sich die Licht- beziehungsweise Strahlungsquelle. Die Innenbeschichtung besteht aus möglichst gut diffus reflektierenden Materialien. Oft wird Bariumsulfat (BaSO4) verwendet. Die besten Reflexionseigenschaften über einen weiten Wellenlängenbereich werden jedoch mit optischem PTFE erreicht. Für Infrarotstrahlung mit Wellenlängen über 700 nm kommt Gold als Beschichtung der sandgestrahlten Innenoberfläche zum Einsatz.
Die Durchmesser möglicher Öffnungen sind deutlich kleiner als der Innendurchmesser der Kugel, so dass nur solches Licht in die Austrittsebene gelangt, das zuvor vielfach an der inneren Oberfläche reflektiert worden ist. Die Fläche aller Öffnungen sollte hierbei 5 % der Gesamtfläche der Kugel nicht überschreiten. Ulbricht-Kugeln werden meist für den Einsatz im Bereich des sichtbaren Lichtes verwendet. Entsprechend dem Kugelinnenbelag sind sie auch für Infrarot und Ultraviolett geeignet.

## Funktionsweise
Zur Erläuterung der Funktionsweise soll mit Hilfe einer Ulbricht-Kugel der Lichtstrom gemessen werden, der von einer Lichtquelle abgegeben wird. Die Lichtquelle {\displaystyle L} kann dabei in unterschiedliche Richtungen mit unterschiedlicher Lichtstärke leuchten; der insgesamt in alle Richtungen abgegebene Lichtstrom sei {\displaystyle \Phi _{L}}.
Grundsätzlich wäre es möglich, aber sehr aufwändig, die Lichtquelle aus allen möglichen Richtungen mit einem Photometer zu betrachten und den gesamten Lichtstrom als Summe der in die einzelnen Richtungen abgegebenen Anteile zu berechnen (Prinzip des Goniophotometers). Ist aber nur der Lichtstrom selbst und nicht die Richtungsverteilung von Interesse, so erfolgt die Messung wesentlich einfacher mit einer Ulbricht-Kugel.
Die Lichtquelle wird etwa in der Mitte einer Ulbricht-Kugel angebracht. Der von ihr direkt ausgesandte Lichtstrom wird an der Kugelinnenfläche {\displaystyle A} diffus reflektiert und erzeugt nach Mehrfachreflexion an {\displaystyle A} schließlich den indirekten Lichtstrom {\displaystyle \Phi _{R}}, welcher das Kugelinnere als diffuses Lichtfeld erfüllt. Auf die Kugelfläche {\displaystyle A} mit dem Reflexionsgrad {\displaystyle \rho } trifft die Summe {\displaystyle \Phi _{L}+\Phi _{R}} aus direktem und indirektem Lichtstrom. Davon wird der Anteil {\displaystyle (\Phi _{L}+\Phi _{R})\cdot (1-\rho )} absorbiert und als Wärme nach außen abgeführt. Nach Einschalten der Lichtquelle nimmt die Intensität des Lichtfeldes im Kugelinneren solange zu, bis der durch Absorption dem Feld entzogene Lichtstrom gleich dem von der Lichtquelle nachgelieferten Lichtstrom ist:
{\displaystyle (\Phi _{L}+\Phi _{R})\cdot (1-\rho )=\Phi _{L}}.
Auflösen nach {\displaystyle \Phi _{L}} liefert:
{\displaystyle \Leftrightarrow \Phi _{L}=\Phi _{R}\cdot {\frac {1-\rho }{\rho }}}
Weist die Beschichtung der Kugelinnenfläche z. B. den Reflexionsgrad
{\displaystyle \rho =0{,}83}
auf, so ist der infolge Mehrfachreflexion angesammelte indirekte Lichtstrom etwa fünfmal so groß wie der direkte Lichtstrom:
{\displaystyle \Rightarrow \Phi _{R}={\frac {0{,}83}{1-0{,}83}}\cdot \Phi _{L}\approx 5\cdot \Phi _{L}}
Je nach Abstrahlcharakteristik kann die Lichtquelle verschiedene Teile der Kugelinnenfläche mit ihrem direkten Lichtstrom unterschiedlich stark beleuchten. Der indirekte Lichtstrom hingegen ist wegen der Mehrfachreflexion vollständig diffus, verteilt sich gleichmäßig auf {\displaystyle A} und erzeugt dort an allen Punkten dieselbe indirekte Beleuchtungsstärkekomponente
{\displaystyle E_{R}={\frac {\Phi _{R}}{A}}}
Ein an der Kugelinnenfläche angebrachtes Photometer erfasst ausschließlich die indirekte Beleuchtungsstärkekomponente {\displaystyle E_{R}}, wenn die direkte Komponente durch eine geeignet angebrachte Blende, den „Schatter“, von der Messfläche abgehalten wird. Der gesuchte Lichtstrom ergibt sich aus der gemessenen indirekten Beleuchtungsstärkekomponente und den bekannten Eigenschaften der Kugel als:
| {\displaystyle \Phi _{L}=E_{R}\cdot A\cdot {\frac {1-\rho }{\rho }}} |

Die Ulbricht-Kugel dient in diesem Beispiel also dazu, den ursprünglich ungleichförmig verteilten Lichtstrom aus allen Richtungen zu sammeln und in eine einfach messbare, mit dem gesuchten Lichtstrom in einem einfachen Zusammenhang stehende Beleuchtungsstärke umzusetzen. Das Photometer, das eigentlich die Beleuchtungsstärke in Lux misst, kann so kalibriert werden, dass es sofort den gesuchten Lichtstrom in Lumen anzeigt.
In anderen Anwendungsfällen kann die Ulbricht-Kugel dazu verwendet werden, optische Eigenschaften von Materialien zu untersuchen. Dazu wird die Materialprobe an einer Kugelöffnung angebracht und mit einem Mess-Strahl von außen beleuchtet. Das nach der Durchstrahlung auf der Rückseite der Probe austretende, meist ungleichmäßig auf verschiedene Richtungen verteilte Licht wird von der Kugel gesammelt und der Transmissionsgradmessung zugeführt. Sollen die Reflexionseigenschaften der Probe untersucht werden, so wird sie von der Innenseite der Kugel her beleuchtet.
Die in der Praxis verwendeten Ulbricht-Kugeln weichen teilweise von dem hier beschriebenen Idealfall ab. Die Beschichtung beispielsweise wird nicht vollständig homogen aufgebracht sein, sie wird nicht ideal diffus reflektieren (was durch die Mehrfachreflexion zum Teil, aber nicht vollständig kompensiert wird), und sie wird verschiedene Wellenlängen verschieden stark reflektieren. Reale Kugeln weisen meist Öffnungen auf, deren Flächen von Materialproben, Lichtquellen oder Photometern belegt sind und daher andere Reflexionsgrade aufweisen als die Kugelinnenfläche. Es ist daher ein effektiver mittlerer Reflexionsgrad anzusetzen. Diese und zahlreiche andere Fehlerquellen müssen durch Korrekturfaktoren berücksichtigt oder durch geeignete Messprozeduren (wie Vergleichsmessungen an Referenzproben) eliminiert werden.

## Verwendung
Die in der Ulbricht-Kugel gestreute Strahlung ist nahezu ideal diffus, sie erfüllt das Lambertsche Gesetz (Lambert-Verteilung) weitaus besser, als dies durch opakes Material (wie bei einem Diffusor oder bei Milchglas) oder eine plane diffus reflektierende Platte (weißes Blatt Papier) möglich ist.
Eingesetzt wird die Ulbricht-Kugel zumeist in der optischen Messtechnik. Sie ermöglicht einerseits, die Leistung oder den Gesamt-Lichtstrom verschiedener Lichtquellen zu vermessen, ohne dass durch deren Richtcharakteristik die Messungen verfälscht werden. Zudem können Laser- und Infrarot-Strahlungsquellen vermessen werden. Andererseits bietet die erzeugte diffuse Strahlung die Möglichkeit, ein fotometrisches Normal beziehungsweise eine Referenz-Strahlungsquelle zu schaffen, um die Eigenschaften verschiedener optischer Detektoren miteinander zu vergleichen.

### Messung von Lichtstrom und Strahlungsleistung
In den meisten Anwendungsfällen wird die integrierende Wirkung benutzt, um „4-Pi-/2-Pi-Strahler“ hinsichtlich des Lichtstromes (Kugelphotometer) oder der Strahlungsleistung von Laserdioden zu vermessen. Die Ulbricht-Kugel kann als „Integrationskugel“ bezeichnet werden. Die Kugel wirkt als Teil eines Messaufbaus. Weitere Baugruppen sind neben der Kugel der Empfänger (beispielsweise gefilterte Si-Photodiode) sowie die Anzeigekonsole/PC.
Der Vorteil liegt in der schnellen Messung, ohne notwendige Rüstzeiten für das Messobjekt sind Millisekunden bis Sekunden möglich.
Wird die Ulbricht-Kugel zur Lichtstrommessung verwendet, muss ein bekanntes Lichtstromnormal zur Kalibrierung des Kugelphotometers verwendet werden, das ähnliche Eigenschaften (spektral, Richtcharakteristik, Abmessungen) wie der Prüfling aufweist, um die Messunsicherheit zu verringern. Da das Kugelphotometer ausschließlich Relativmessungen erlaubt, ist die Verwendung eines Lichtstromnormals unabdingbar. Bei sehr guter Übereinstimmung der spektralen Empfindlichkeit des Messkopfes mit der Normspektralwertfunktion sowie möglichst aselektiver Beschichtung mit {\displaystyle \rho } ~ 80 % kann die Spektralverteilung des Lichtstromnormals vom Prüfling abweichen. Ebenso wird die Messunsicherheit unwesentlich verschlechtert, wenn Prüfling und Normal deutlich abweichende Abmessungen haben, jedoch beide klein im Verhältnis zum Kugeldurchmesser sind.
Für das Kugelphotometer wird nach DIN 5032 ein Reflexionsgrad der Kugelfarbe von {\displaystyle \rho } = 80 % angegeben; die in Europa relevante EN 13032-1 erweitert den Bereich auf {\displaystyle \rho } = 75 – 85 %. Jede Erhöhung des Reflexionsgrades führt zu besserer Durchmischung und zur Verschlechterung der {\displaystyle v(\lambda )}-Anpassung sowie zur Verringerung der Langzeitstabilität durch erhöhte Schmutzempfindlichkeit.
Möglich ist der Einsatz der Ulbricht-Kugel als Vorsatz vor einer Photodiode (Detektor) als Abschwächer, wobei Abschwächungen von 100 bis zu 10.000 erreicht werden. Die Ulbricht-Kugel hat in diesem Fall eine zweite Öffnung (Lichteinlass), deren Apertur die zu messende Strahlung mit guter Cosinus-Charakteristik (Lambertsche Verteilung) aufnimmt. Somit ist der Einsatz als Beleuchtungsstärkemesskopf empfohlen, da eine winkeltreue Bewertung des einfallenden Lichts erfolgt.
Der Durchmesser der Ulbricht-Kugel als Lichtempfänger beträgt wenige Zentimeter im Fall der Vermessung von Laserdioden und bis zu drei Metern zum Vermessen von Leuchtröhren oder Langfeldleuchten.

### Homogene Lichtquelle
Ulbricht-Kugeln werden auch als homogene Lichtquelle verwendet. Solche Anwendungen sind Justage oder Abgleich von Kamerasystemen, es kann mit oder ohne Optik justiert werden. Typische Durchmesser der freien Apertur liegen bei wenigen Zentimetern (Weißabgleich von Focal Plane Arrays (FPA), CCD-Sensoren etc.) bis zu einem Meter (Weißabgleich von Satellitenkameras einschließlich Optik), wobei der Durchmesser der Ulbricht-Kugel mindestens das Dreifache des Aperturdurchmessers haben sollte, um eine hinreichende Durchmischung zu gewährleisten.

### Messungen von Stoffkennzahlen
Bei Transmissionsgrad- und Reflexionsgradmessung, sowie bei Streuungsuntersuchungen kann die diffuse Streuung vor oder hinter einer Probe mit der Ulbricht-Kugel integriert werden, um schnelle Messungen zu ermöglichen. Die Aufbauten sind nach DIN 5036 Teil 3 zu erstellen, um vergleichbare Ergebnisse zu erreichen.